# Fashion Sakala
Fashion Sakala (Chipata, 14 marzo 1997) è un calciatore zambiano, attaccante dell'Al-Fayha e della nazionale zambiana.

## Carriera

### Club
Ha giocato nella prima divisione zambiana, in quella belga ed in quella scozzese.

### Nazionale
Ha giocato nel Mondiale Under-20 2017 in Corea del Sud, segnando quattro gol in cinque match nella competizione. Lo Zambia raggiunge i quarti di finale, dove perde ai tempi supplementari contro i pari età dell'Italia nonostante la rete del parziale 1-2 di Sakala realizzata a cinque minuti dalla fine dell'incontro, conclusosi sul 3-2 per la selezione italiana. Sempre nel 2017 ha poi esordito in nazionale maggiore.

## Statistiche

### Presenze e reti nei club
Statistiche aggiornate al 26 maggio 2025.
| Stagione               | Club                   | Campionato             | Campionato | Campionato | Coppe nazionali | Coppe nazionali | Coppe nazionali | Coppe continentali | Coppe continentali | Coppe continentali | Supercoppe | Supercoppe | Supercoppe | Totale | Totale |
| Stagione               | Club                   | Comp                   | Pres       | Reti       | Comp            | Pres            | Reti            | Comp               | Pres               | Reti               | Comp       | Pres       | Reti       | Pres   | Reti   |
| ---------------------- | ---------------------- | ---------------------- | ---------- | ---------- | --------------- | --------------- | --------------- | ------------------ | ------------------ | ------------------ | ---------- | ---------- | ---------- | ------ | ------ |
| feb.-giu. 2017         | Spartak-2 Mosca        | PFNL                   | 4          | 0          | -               | -               | -               | -                  | -                  | -                  | -          | -          | -          | 4      | 0      |
| 2017-2018              | Spartak-2 Mosca        | PFNL                   | 31         | 10         | -               | -               | -               | -                  | -                  | -                  | -          | -          | -          | 31     | 10     |
| Totale Spartak-2 Mosca | Totale Spartak-2 Mosca | Totale Spartak-2 Mosca | 35         | 10         |                 | -               | -               |                    | -                  | -                  |            | -          | -          | 35     | 10     |
| 2018-2019              | Ostenda                | D1                     | 33         | 5          | CB              | 5               | 1               | -                  | -                  | -                  | -          | -          | -          | 38     | 6      |
| 2019-2020              | Ostenda                | D1                     | 28         | 8          | CB              | 2               | 1               | -                  | -                  | -                  | -          | -          | -          | 30     | 9      |
| 2020-2021              | Ostenda                | D1                     | 33         | 16         | CB              | 1               | 0               | -                  | -                  | -                  | -          | -          | -          | 34     | 16     |
| Totale Oostenda        | Totale Oostenda        | Totale Oostenda        | 94         | 29         |                 | 8               | 2               |                    | -                  | -                  |            | -          | -          | 102    | 31     |
| 2021-2022              | Rangers                | SP                     | 30         | 9          | SC+CdL          | 5+2             | 3+0             | UCL+UEL            | 2+11               | 0+0                | -          | -          | -          | 50     | 12     |
| 2022-2023              | Rangers                | SP                     | 29         | 12         | SC+CdL          | 3+4             | 0+0             | UCL                | 5                  | 0                  | -          | -          | -          | 41     | 12     |
| Totale Rangers         | Totale Rangers         | Totale Rangers         | 59         | 21         |                 | 14              | 3               |                    | 18                 | 0                  |            | -          | -          | 91     | 24     |
| 2023-2024              | Al-Fayha               | SPL                    | 31         | 19         | KCC             | 2               | 0               | ACL                | 8                  | 3                  | -          | -          | -          | 41     | 22     |
| 2024-2025              | Al-Fayha               | SPL                    | 31         | 8          | KC              | 3               | 0               | -                  | -                  | -                  | -          | -          | -          | 34     | 8      |
| Totale Al Fayha        | Totale Al Fayha        | Totale Al Fayha        | 62         | 27         |                 | 5               | 0               |                    | 8                  | 3                  |            | -          | -          | 73     | 30     |
| Totale carriera        | Totale carriera        | Totale carriera        | 250        | 87         |                 | 27              | 5               |                    | 26                 | 3                  |            | -          | -          | 301    | 95     |

### Cronologia presenze e reti in nazionale
| Cronologia completa delle presenze e delle reti in nazionale ― Zambia | Cronologia completa delle presenze e delle reti in nazionale ― Zambia | Cronologia completa delle presenze e delle reti in nazionale ― Zambia | Cronologia completa delle presenze e delle reti in nazionale ― Zambia | Cronologia completa delle presenze e delle reti in nazionale ― Zambia | Cronologia completa delle presenze e delle reti in nazionale ― Zambia | Cronologia completa delle presenze e delle reti in nazionale ― Zambia | Cronologia completa delle presenze e delle reti in nazionale ― Zambia |
| Data                                                                  | Città                                                                 | In casa                                                               | Risultato                                                             | Ospiti                                                                | Competizione                                                          | Reti                                                                  | Note                                                                  |
| --------------------------------------------------------------------- | --------------------------------------------------------------------- | --------------------------------------------------------------------- | --------------------------------------------------------------------- | --------------------------------------------------------------------- | --------------------------------------------------------------------- | --------------------------------------------------------------------- | --------------------------------------------------------------------- |
| 2-9-2017                                                              | Lusaka                                                                | Zambia                                                                | 3 – 1                                                                 | Algeria                                                               | Qual. Mondiali 2018                                                   | -                                                                     | 42’, 56’                                                              |
| 7-10-2017                                                             | Uyo                                                                   | Nigeria                                                               | 1 – 0                                                                 | Zambia                                                                | Qual. Mondiali 2018                                                   | -                                                                     | 78’                                                                   |
| 11-11-2017                                                            | Ndola                                                                 | Zambia                                                                | 2 – 2                                                                 | Camerun                                                               | Qual. Mondiali 2018                                                   | -                                                                     | 88’                                                                   |
| 21-3-2018                                                             | Ndola                                                                 | Zambia                                                                | 2 – 2                                                                 | Zimbabwe                                                              | Amichevole                                                            | -                                                                     | 90’                                                                   |
| 24-3-2018                                                             | Ndola                                                                 | Zambia                                                                | 0 – 2                                                                 | Sudafrica                                                             | Amichevole                                                            | -                                                                     | 63’                                                                   |
| 8-9-2018                                                              | Windhoek                                                              | Namibia                                                               | 1 – 1                                                                 | Zambia                                                                | Qual. Coppa d'Africa 2019                                             | -                                                                     | 68’                                                                   |
| 9-6-2019                                                              | Madrid                                                                | Camerun                                                               | 2 – 1                                                                 | Zambia                                                                | Amichevole                                                            | -                                                                     | 79’                                                                   |
| 16-6-2019                                                             | Marrakech                                                             | Marocco                                                               | 2 – 3                                                                 | Zambia                                                                | Amichevole                                                            | -                                                                     | 50’                                                                   |
| 19-6-2019                                                             | Abu Dhabi                                                             | Costa d'Avorio                                                        | 4 – 1                                                                 | Zambia                                                                | Amichevole                                                            | 1                                                                     |                                                                       |
| 9-10-2020                                                             | Nairobi                                                               | Kenya                                                                 | 2 – 1                                                                 | Zambia                                                                | Amichevole                                                            | -                                                                     | 67’                                                                   |
| 11-10-2020                                                            | Phokeng                                                               | Sudafrica                                                             | 1 – 2                                                                 | Zambia                                                                | Amichevole                                                            | -                                                                     | 74’                                                                   |
| 12-11-2020                                                            | Lusaka                                                                | Zambia                                                                | 2 – 1                                                                 | Botswana                                                              | Qual. Coppa d'Africa 2021                                             | -                                                                     | 59’ 87’                                                               |
| 16-11-2020                                                            | Francistown                                                           | Botswana                                                              | 1 – 0                                                                 | Zambia                                                                | Qual. Coppa d'Africa 2021                                             | -                                                                     |                                                                       |
| 7-10-2021                                                             | Malabo                                                                | Guinea Equatoriale                                                    | 2 – 0                                                                 | Zambia                                                                | Qual. Mondiali 2022                                                   | -                                                                     | 82’                                                                   |
| 10-10-2021                                                            | Lusaka                                                                | Zambia                                                                | 1 – 1                                                                 | Guinea Equatoriale                                                    | Qual. Mondiali 2022                                                   | 1                                                                     |                                                                       |
| 13-11-2021                                                            | Lusaka                                                                | Zambia                                                                | 4 – 0                                                                 | Mauritania                                                            | Qual. Mondiali 2022                                                   | 3                                                                     |                                                                       |
| 16-11-2021                                                            | Tunisi                                                                | Tunisia                                                               | 3 – 1                                                                 | Zambia                                                                | Qual. Mondiali 2022                                                   | 1                                                                     |                                                                       |
| 3-6-2022                                                              | Yamoussoukro                                                          | Costa d'Avorio                                                        | 3 – 1                                                                 | Zambia                                                                | Qual. Coppa d'Africa 2023                                             | -                                                                     | 81’                                                                   |
| 7-6-2022                                                              | Lusaka                                                                | Zambia                                                                | 2 – 1                                                                 | Comore                                                                | Qual. Coppa d'Africa 2023                                             | -                                                                     |                                                                       |
| 23-9-2022                                                             | Bamako                                                                | Mali                                                                  | 1 – 0                                                                 | Zambia                                                                | Amichevole                                                            | -                                                                     | 71’ 79’                                                               |
| 26-9-2022                                                             | Bamako                                                                | Mali                                                                  | 0 – 0                                                                 | Zambia                                                                | Amichevole                                                            | -                                                                     |                                                                       |
| 23-3-2023                                                             | Ndola                                                                 | Zambia                                                                | 3 – 1                                                                 | Lesotho                                                               | Qual. Coppa d'Africa 2023                                             | 1                                                                     |                                                                       |
| 26-3-2023                                                             | Soweto                                                                | Lesotho                                                               | 0 – 2                                                                 | Zambia                                                                | Qual. Coppa d'Africa 2023                                             | -                                                                     |                                                                       |
| 17-6-2023                                                             | Lusaka                                                                | Zambia                                                                | 3 – 0                                                                 | Costa d'Avorio                                                        | Qual. Coppa d'Africa 2023                                             | -                                                                     | 89’                                                                   |
| 12-10-2023                                                            | al-'Ayn                                                               | Egitto                                                                | 1 – 0                                                                 | Zambia                                                                | Amichevole                                                            | -                                                                     | 75’ 80’                                                               |
| 12-10-2023                                                            | Sharjah                                                               | Zambia                                                                | 3 – 0                                                                 | Uganda                                                                | Amichevole                                                            | 1                                                                     | 76’                                                                   |
| 17-11-2023                                                            | Ndola                                                                 | Zambia                                                                | 4 – 2                                                                 | Rep. del Congo                                                        | Qual. Mondiali 2026                                                   | 1                                                                     | 90+4’                                                                 |
| 21-11-2023                                                            | Marrakech                                                             | Niger                                                                 | 2 – 1                                                                 | Zambia                                                                | Qual. Mondiali 2026                                                   | -                                                                     | 55’                                                                   |
| 9-1-2024                                                              | Gedda                                                                 | Zambia                                                                | 1 – 1                                                                 | Camerun                                                               | Amichevole                                                            | -                                                                     | 46’                                                                   |
| 17-1-2024                                                             | San-Pédro                                                             | RD del Congo                                                          | 1 – 1                                                                 | Zambia                                                                | Coppa d'Africa 2023 - 1º turno                                        | -                                                                     |                                                                       |
| 21-1-2024                                                             | San-Pédro                                                             | Zambia                                                                | 1 – 1                                                                 | Tanzania                                                              | Coppa d'Africa 2023 - 1º turno                                        | -                                                                     | 76’                                                                   |
| 24-1-2024                                                             | San-Pédro                                                             | Zambia                                                                | 0 – 1                                                                 | Marocco                                                               | Coppa d'Africa 2023 - 1º turno                                        | -                                                                     | 71’                                                                   |
| Totale                                                                |                                                                       | Presenze                                                              | 32                                                                    |                                                                       | Reti                                                                  | 9                                                                     |                                                                       |

## Palmarès

### Club

#### Competizioni nazionali
- Coppa di Scozia: 1

Rangers: 2021-2022

### Nazionale
- African Youth Championship: 1

Zambia 2017